# ¡Ya soy mujer!
¡Ya soy mujer! es una película de 1975, escrita y dirigida por el cineasta español Manuel Summers Rivero. En ella se tratan temas ya habituales para el director, como la sexualidad durante la adolescencia. La película se estrenó el 2 de junio de 1975, alcanzando cerca de 2 millones de espectadores.
Cuenta con un elenco de actores y actrices que han participado en otras de sus obras, como Beatriz Galbó o Emilio Fornet.

## Sinopsis
Celia es una adolescente que, junto a sus compañeras de estudios, se inicia en las primeras experiencias amorosas, entre bromas. Celia pronto descubre que ya ha dejado de ser una niña, y está dando el paso hacia ser una mujer, lo que supone una situación complicada para ella. Cosas como el desarrollo del pecho, la primera menstruación, etc, le resultan difíciles. Especialmente dados los tabúes y tradiciones de la época, que no le permiten hablarlo abiertamente con su madre.
A todos los problemas que conllevan este cambio, se le añade la llegada  de un nuevo cura al colegio, Don Daniel, que sustituye al anciano profesor de religión, de ideas anticuadas, y del que Celia se enamora, lo que acarrea nuevas sensaciones y problemas para la joven.

## Reparto
- Cristina Ramón como Celia.
- Beatriz Galbó como Ana.
- Curro Martín Summers como Rufi.
- Emilio Fornet como Don Emilio.
- Ramiro Oliveros como Don Daniel.